# Barbieri (calciatore)
 Barbieri (fl. XX secolo) è stato un calciatore italiano, di ruolo difensore.

## Carriera
Con la Virtus Bologna disputa 4 gare nel campionato di Prima Divisione 1922-1923 e il campionato successivo (1923-24).